# Николаевка (Наримановский район)
Николаевка — село в Наримановском районе Астраханской области. Административный центр Николаевского сельсовета.

## География
Село Николаевка расположено в 24 километрах к западу от Астрахани и 54 километрах к югу от города Нариманов (районный центр) и расположено в восточной части одного из бэровских бугров и ограничено с севера ильменем Сельский, с востока — ильменем Передовой, с юга — ильменем Садовый. В непосредственной близости от села проходит железнодорожная ветка Кизляр — Астрахань.

## История
Село Николаевка основано в 1850 году. Заселено государственными крестьянами. В 1859 году в казенной деревне Николаевской имелось 32 двора, проживало 114 душ мужского и 102 женского пола.
После революции образуется Николаевский сельский Совет (впервые упоминается в 1919 году в составе Карантиненской волости Астраханского уезда). В июле 1925 года Николаевский сельский Совет включен в состав Трусовского района, в 1928 году передан в Астраханский район. В 1931 году Николаевский сельский Совет передается в Наримановский район в связи с его созданием.
В 1932 году в селе был организован сельскохозяйственный колхоз «Ударника Чуркина».
В 1944 году Николаевский сельсовет был включен в состав Приволжского района. В июне 1954 года Николаевский сельский Совет был упразднен, вся территория Совета передана Солянскому сельскому Совету. В 1956 году колхоз села Николаевка был переименован в «имени Булганина». В 1958 году в «Память С. М. Кирова». В январе 1961 года колхоз «Память Кирова» включён в качестве 3-й фермы в состав вновь образованного образован совхоза «Кучергановский».
В 1965 году в Николаевке вновь образуется самостоятельное сельхозпредприятие — птицефабрика «Степная». В 1968 году построен детский сад, а в 1969 году — сельский клуб. В 1974 году построено типовое здание школы на 320 мест. Школа получает статус средней общеобразовательной. В 1975 году образован Николаевский сельский Совет.

## Население
Динамика численности населения
| 1859 | 1904 | 1914 |
| ---- | ---- | ---- |
| 226  | 630  | 755  |

| 2002  | 2010  | 2012  | 2013  | 2014  | 2015  | 2016  |
| ----- | ----- | ----- | ----- | ----- | ----- | ----- |
| 1522  | ↗1598 | ↗1628 | ↗1638 | ↗1658 | ↗1680 | ↗1684 |
| 2017  | 2018  | 2019  | 2020  | 2021  |       |       |
| ↘1668 | ↗1712 | ↗1717 | ↘1700 | ↘1378 |       |       |

Согласно результатам переписи 2002 года большинство населения посёлка составляли русские (53 %) и казахи (39 %)

## Экономика
Крупнейший работодатель — птицефабрика «Степная»